# 霍奧勒華 (夏威夷州)
霍奧勒華（英語：Hoolehua）是位於美國夏威夷州茂宜縣的一個非建制地區。該地的面積和人口皆未知。

## 地理
霍奧勒華的座標為21°10′16″N 157°04′17″W / 21.17111°N 157.07139°W，而該地的平均海拔高度為189米（即620英尺）。